# Vilacoba (La Baña)
Vilacoba (en gallego y oficialmente, Vilacova) es una aldea española situada en la parroquia de Troitosende, del municipio de La Baña, en la provincia de La Coruña, Galicia.

## Demografía
| Gráfica de evolución demográfica de Vilacoba entre 2000 y 2018 |
|                                                                |
| Datos según el nomenclátor publicado por el INE.               |